# Zofia Szletyńska

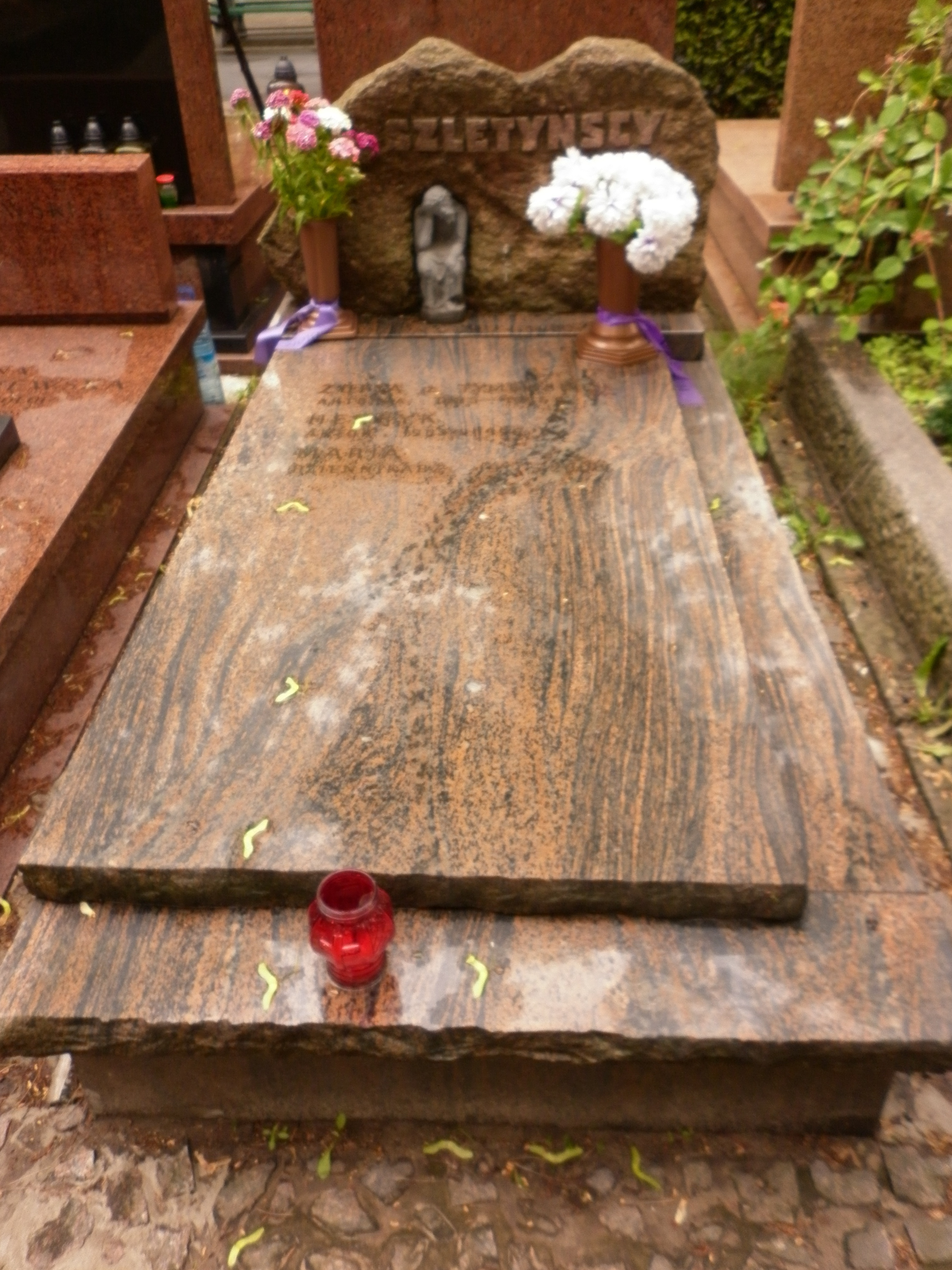
Grób Zofii i Henryka Szletyńskich.

Zofia Szletyńska z domu Tymowska, także Zofia Tymowska-Szletyńska herbu Sas (ur. 28 lutego 1901 w Łodzi, zm. 9 lutego 1996 w Warszawie) – polska aktorka teatralna.

## Życiorys
Ukończyła Gimnazjum F. Pruszyńskiej w Łodzi oraz Szkołę Dramatyczną przy łódzkim Teatrze Miejskim. Następnie występowała w teatrach objazdowych, z którymi w lutym 1924 grała w Kaliszu i Radomiu. W latach 1925–2926 kontynuowała naukę gry aktorskiej na lekcjach u J. Kochanowicza, zdając w 1926 egzamin aktorski ZASPu. Następnie występowała w Teatrze Polskim w Kaliszu, gdzie grała w latach 1926–1927. Następnie pracowała w teatrach: Praskim (1927) i Miejskim w Warszawie (1927–1928). W latach 1928–1929 występowała w Teatrze Miejskim w Wilnie. Na dłużej przeniosła się do Łodzi, gdzie grała siedem sezonów w Teatrze Miejskim (od sezonu 1930/1931 do końca sezonu 1936/1937) i stąd do Teatru Wielkiego we Lwowie (1937–1938). W latach 1938–1939 występowała również w teatrze Buffo w Warszawie.
Podczas II wojny światowej pracowała jako kelnerka w kawiarni artystów i filmu przy ul. Złotej w Warszawie oraz ekspedientka w sklepie z konfekcją. Uczestniczyła także w pracach tajnego zespołu studyjnego nad Antygoną.
Do gry aktorskiej powróciła po II wojnie światowej na deskach Teatru Wojska Polskiego w Łodzi (1945–1949). Następnie podjęła pracę w Państwowej Wyższej Szkole Teatralnej z siedzibą w Łodzi, początkowo jako asystent (1946–1947), a następnie wykładowca (1947–1949). Po epizodzie w szkolnictwie wyższym powróciła do gry aktorskiej na deskach Teatrów Dramatycznych we Wrocławiu (1949–1959) i Krakowie (1950–1954), gdzie jednocześnie wykładała w Państwowej Wyższej Szkole Aktorskiej. W latach 1954–1955 grała w Teatrze im. J. Słowackiego w Krakowie. W 1955 przeniosła się do Warszawy, gdzie do 1959 występowała w Teatrze Powszechnym, a następnie do 1974 w Teatrze Narodowym. Jednocześnie wykładała w Państwowej Wyższej Szkole Teatralnej (1962–1963) jako starszy wykładowca, a następnie docent (1963–1975).
Szletyńska była również aktorką głosową, użyczyła swojego głosu w 10 filmach i zagrała role w 2 produkcjach.
Była działaczką SPATiF-ZASP-u i współzałożycielką Stowarzyszenia Terapeutów Mowy.

### Życie prywatne
Była córką Zygmunta Juliana Tymowskiego (1853–1910) i Marianny z domu Pruszyńskiej. Jej mężem był aktor i reżyser – Henryk Szletyński (1903–1996).
Jej bratem był łódzki działacz teatralny i dyrektor związany z Teatrem Miejskim w Łodzi – Stefan Tymowski (1889–1943).
Została pochowana wraz z mężem na Cmentarzu Wojskowym na Powązkach w Warszawie (A3 tuje-2-19).

## Filmografia
- 1942: Morderca mieszka pod 21-szym – pani Point (dubbing),
- 1953: Jegor Bułyczow i inni – Ksjenia (dubbing),
- 1953: Teresa Raquin (dubbing),
- 1955: Kochanek Lady Chatterley – pani Bolton (dubbing),
- 1955: Pamiętnik majora Thompsona – panna Ffyth (dubbing),
- 1958: Wyzwanie – matka Vita (dubbing),
- 1959: Królewna ze złotą gwiazdą – piastunka (dubbing),
- 1960: Kto sieje wiatr – Sara Brady (dubbing)[9],
- 1961: Niemcy – Berta (aktorka)[10],
- 1962: Elektra – Klitemnestra (dubbing)[9],
- 1965: Pieją koguty – Rukienie (aktorka)[10],
- 1966: Czarodziejska lampa Aladyna – matka Aladyna (dubbing)[11].

## Odznaczenia
- Medal 10-lecia Polski Ludowej (1955)[12].

## Publikacje
- Z. Szletyńska, H. Szletyński, Prawidłowe mówienie. Ćwiczenia i wskazówki (Warszawa 1975, 1982)[1].